# Generi di Pseudococcidae

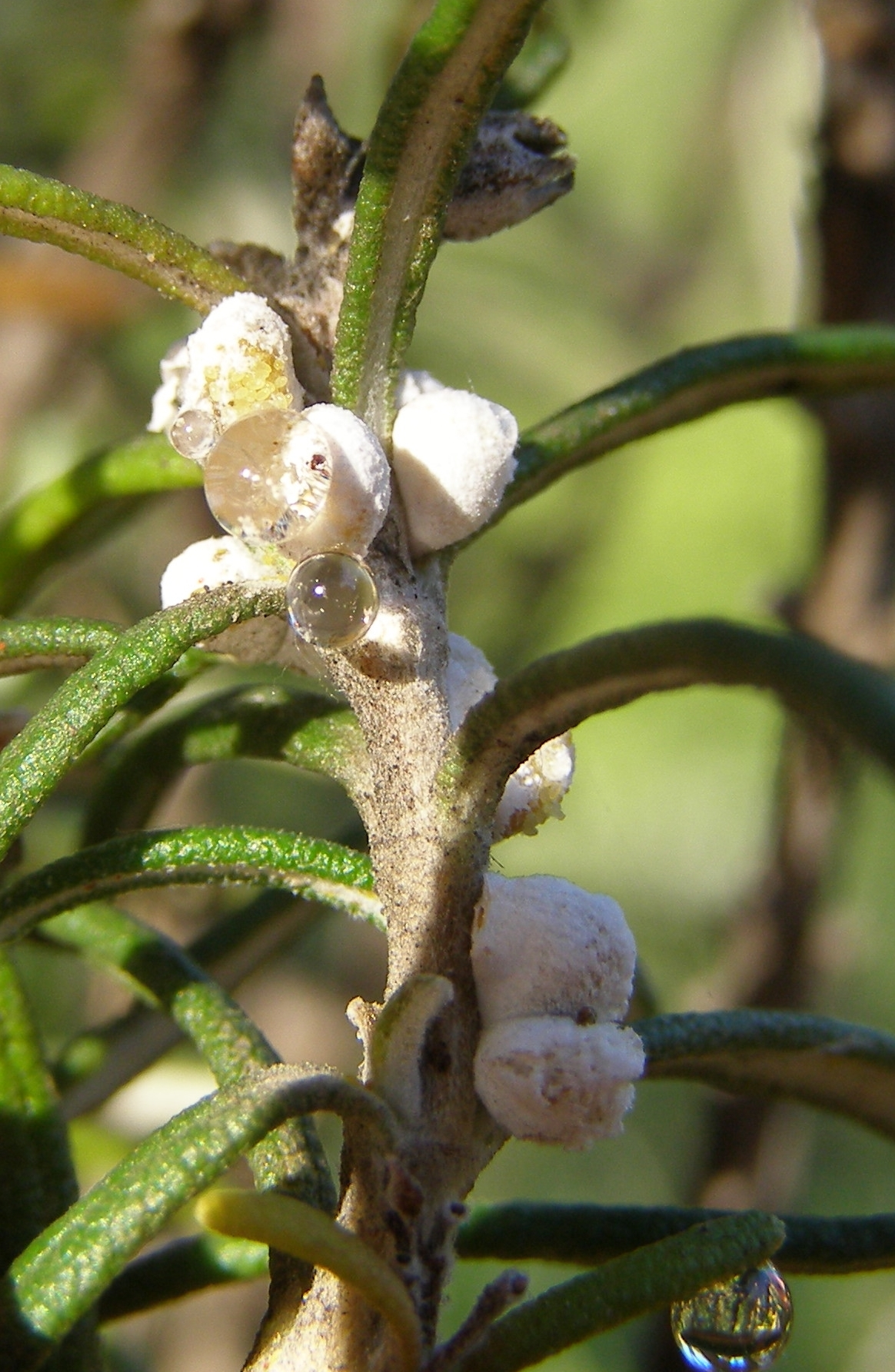
Amonostherium rorismarinis

Elenco dei generi della  Pseudococcidae (Rhynchota: Homoptera: Sternorrhyncha). La famiglia degli Pseudococcidae (Rhynchota: Homoptera: Sternorrhyncha) comprende oltre 2000 specie ripartite fra 234 generi, molti dei quali monotipici.

## Legenda
- AF: distribuzione afrotropicale
- AU: distribuzione australasiana
- NE: distribuzione neartica
- NT: distribuzione neotropicale
- OR: distribuzione indomalesiana
- PA: distribuzione paleartica

## Generi
- Acaciacoccus Williams & Matile-Ferrero, 1994: AF, 1 specie.
- Acinicoccus Williams, 1985: AU, 2  specie.
- Acrochordonus Cox, 1987. AU, 2  specie.
- Adelosoma Borchsenius, 1948. PA, 1 specie.
- Aemulantonina Williams, 2004: OR, 1 specie.
- Agastococcus Cox, 1987: AU, 1 specie.
- Albertinia De Lotto, 1971: AF, 1 specie.
- Allomyrmococcus Takahashi, 1941: OR, 1 specie.
- Allotrionymus Takahashi, 1958: AU PA, 4 specie.
- Amonostherium Morrison & Morrison, 1922: NE NT PA, 7 specie.
- Anaparaputo Borchsenius, 1962: PA, 1 specie.
- Anisococcus Ferris, 1950: NE NT, undici specie.
- Annulococcus James, 1936: AF, 2  specie.
- Anthelococcus McKenzie, 1964: NE, 1 specie.

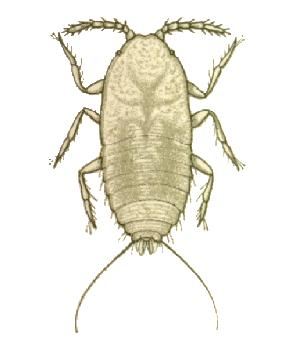
Antonina graminis

- Antonina Signoret, 1875 (=Laboulbenia Lichtenstein, 1877): tutte le regioni, 28 specie.
- Antoninoides Ferris, 1953: NE, 3  specie.
- Apodastococcus Williams, 1985: AU, 3  specie.
- Archeomyrmococcus Williams, 2002: OR, 1 specie.
- Asaphococcus Cox, 1987. AU, 3  specie.
- Asteliacoccus Williams, 1985: AU, 2  specie.
- Atriplicicoccus Williams & Granara de Willink, 1992: NT, 2  specie.
- Atrococcus Goux, 1941: NE OR PA, 26 specie.
- Australicoccus Williams, 1985: AU, 2  specie.
- Australiputo Williams, 1985: AU, 2  specie.
- Balanococcus Williams, 1962: AU NE PA, 33 specie.
- Benedictycoccina Kozár & Foldi, 2004: AF NT, 4 specie.
- Bessenayla Goux, 1988: PA, 1 specie.
- Bolbococcus Williams, 2002: OR, 2  specie.
- Boninococcus Kawai, 1973: AU, 1 specie.
- Boreococcus Danzig, 1960: PA, 1 specie.
- Borneococcus Williams, 2002: OR, 3  specie.
- Bouhelia Balachowsky, 1938: PA, 1 specie.
- Brevicoccus Hambleton, 1946: NT, 1 specie.
- Callitricoccus Williams, 1985: AU, 1 specie.
- Calyptococcus Borchsenius, 1948: PA, 1 specie.
- Cannococcus Borchsenius, 1960: AU PA, 2  specie.
- Chaetococcus Maskell, 1898 (=Antoninella Šulc, 1944): tutte le regioni, 5 specie.
- Chaetotrionymus Williams, 1985: AU, 2  specie.
- Chloeoon Anderson, 1788: OR, 1 specie.
- Chlorococcus Beardsley, 1971: AU, 5 specie.
- Chnaurococcus Ferris, 1950: AF NE OR PA, 5 specie.
- Chorizococcus McKenzie, 1960: tutte le regioni, 54 specie.
- Circaputo McKenzie, 1962: NE, 1 specie.
- Clavicoccus Ferris, 1948: AU, 2  specie.
- Coccidella (Hambleton, 1946): NT, 8 specie.
- Coccidohystrix Lindinger, 1943 (=Echinococcus Balachowsky, 1936, Centrococcus Borchsenius, 1948): AF AU OR PA, 8 specie.
- Coccura Šulc, 1908 (=Rosanococcus Kanda, 1934, Mediococcus Kiritchenko, 1936): OR PA, 5 specie.
- Coleococcus Borchsenius, 1962: PA, 1 specie.
- Conicosoma De Lotto, 1971: AF, 1 specie.
- Conulicoccus Williams, 1985: AU, 3  specie.
- Coorongia Williams, 1985: AU, 1 specie.
- Cormiococcus Williams, 1989: AF, 1 specie.
- Crenicoccus Williams, 2004: OR, 2  specie.
- Criniticoccus Williams, 1960: AU, 3  specie.
- Crisicoccus Ferris, 1950: AF AU NE OR PA, 38 specie.
- Cryptoripersia Cockerell, 1899: AF AU NE, 9 specie.
- Cucullococcus Ferris, 1941 (=Lusitanococcus Neves, 1954): NE PA, 2  specie.
- Cyperia De Lotto, 1964: AF, 2  specie.
- Cypericoccus Williams, 1985: AU, 1 specie.
- Cyphonococcus Cox, 1987: AU, 3  specie.
- Dawa Williams, 1985: AU, 1 specie.
- Dicranococcus Williams, 2002: OR, 4 specie.
- Discococcus Ferris, 1953: NE NT, 7 specie.
- Distichlicoccus Ferris, 1950: AF NE NT, 12 specie.
- Diversicrus De Lotto, 1971: AF, 1 specie.
- Doryphorococcus Williams, 2002: OR, 1 specie.
- Drymococcus Borchsenius, 1962: OR, 1 specie.
- Dysmicoccus Ferris, 1950 (=Ferrisicoccus Ezzat & McConnell, 1956, Kaicoccus Takahashi, 1958, Parkermicus Khalid & Shafee, 1988): tutte le regioni, 124 specie.
- Eastia De Lotto, 1964: AF, 1 specie.
- Ehrhornia Ferris, 1918: NE NT PA, 2  specie.
- Electromyrmococcus Williams, 2001: NT, 3  specie.
- Eriocorys De Lotto, 1967: AF, 1 specie.
- Erioides Green, 1922: OR, 2  specie.
- Eucalyptococcus Williams, 1985: AU, 4 specie.
- Eumirococcus Ter-Grigorian, 1964: PA, 1 specie.
- Eumyrmococcus Silvestri, 1926: AF AU OR PA, 18 specie.
- Eupeliococcus Savescu, 1985: PA, 2  specie.
- Euripersia Borchsenius, 1948 (=Phenacoccopsis Borchsenius, 1948): PA, 14 specie.
- Eurycoccus Ferris, 1950: tutte le regioni, 12 specie.
- Exallomochlus Williams, 2004: OR PA, 6 specie.
- Exilipedronia Williams, 1960: AU OR, 2  specie.
- Extanticoccus Williams, 2004: OR, 1 specie.
- Farinococcus Morrison, 1922: NT, 1 specie.
- Ferrisia Fullaway, 1923: tutte le regioni, 10 specie.
- Fijicoccus Williams & Watson, 1988: AU, 1 specie.
- Fonscolombia Lichtenstein, 1877 (=Conicoccus Goux, 1994): PA, 3  specie.
- Formicococcus Takahashi, 1928 (=Planococcoides Ezzat & McConnell, 1956, Indococcus Ali, 1967): AF OR PA, 38 specie.
- Gallulacoccus Beardsley, 1971: AU, 1 specie.
- Geococcus Green, 1902: tutte le regioni, 13 specie.
- Giraudia Goux, 1989: PA, 1 specie.
- Glycycnyza Danzig, 1974: PA, 1 specie.
- Greenoripersia Bodenheimer, 1929: PA, 1 specie.
- Grewiacoccus Brain, 1918: AF, 1 specie.
- Hadrococcus Williams, 1985: AU, 1 specie.
- Hambletonrhizoecus Kozár & Konczné Benedicty, 2005 (rimpiazza Hambletonia Kozár & Foldi, 2004): NT, 1 specie.
- Heliococcus Šulc, 1912 (=Saliococcus Kanda, 1934, Tackahashicoccus Kanda, 1959, Novonilacoccus Ghosh & Ghose, 1987, Heteroheliococcus Wu & Tang, 1997): AF AU NE OR PA, 70 specie.
- Heterococcopsis Borchsenius, 1948: PA, 3  specie.
- Heterococcus Ferris, 1918: AF NE PA, 12 specie.
- Hippeococcus Reyne, 1954: OR, 3  specie.
- Hopefoldia Foldi, 1988: NT, 1 specie.
- Hordeolicoccus Williams, 2004: OR, 6 specie.
- Humococcus Ferris, 1953: AU NE NT OR PA, 17 specie.
- Hypogeococcus Rau, 1938: AF AU NE NT PA, 11 specie.
- Iberococcus Gómez-Menor Ortega, 1928: PA, 2  specie.
- Idiococcus Takahashi & Kanda, 1939: NE OR PA, 3  specie.
- Inopicoccus Danzig, 1971: PA, 1 specie.
- Ityococcus Williams, 1985: AU, 3  specie.
- Kenmorea Williams, 1985: AU, 1 specie.
- Kermicus Newstead, 1897: OR, 1 specie.
- Kiritshenkella Borchsenius, 1948 (=Imperaticoccus Lit, 1992): NT OR PA, 2  specie.
- Laminicoccus Williams, 1960: AF AU, 6 specie.
- Lanceacoccus Williams, 2004: OR, 3  specie.
- Lantanacoccus Williams & Granara de Willink, 1992: NT, 1 specie.
- Lenania De Lotto, 1964: AF, 2  specie.
- Leptococcus Reyne, 1961: AU OR, 4 specie.
- Leptorhizoecus Williams, 1998: OR, 1 specie.
- Liucoccus Borchsenius, 1960: OR, 1 specie.
- Lomatococcus Borchsenius, 1960: OR, 1 specie.
- Londiania De Lotto, 1964: AF, 1 specie.
- Longicoccus Danzig, 1975: OR PA, 8 specie.

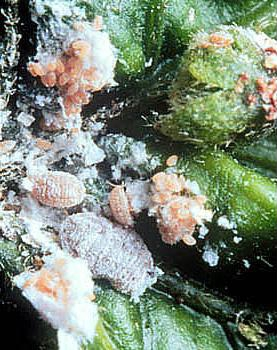
Maconellicoccus hirsutus

- Maconellicoccus Ezzat, 1958: AF AU NT OR PA, 8 specie.
- Macrocepicoccus Morrison, 1919: NT, 1 specie.
- Madacanthococcus Mamet, 1959: AF, 1 specie.
- Madagasia Mamet, 1962: AF, 2  specie.
- Madangiacoccus Williams, 1985: AU, 1 specie.
- Madeurycoccus Mamet, 1959: AF, 2  specie.
- Malaicoccus Takahashi, 1950: OR, 16 specie.
- Malekoccus Matile-Ferrero, 1988: PA, 1 specie.
- Mammicoccus Balachowsky, 1959: NT, 2  specie.
- Marendellea De Lotto, 1967: AF, 2  specie.
- Mascarenococcus Mamet, 1940: AF, 1 specie.
- Maskellococcus Cox, 1987: AU, 2  specie.

- Melanococcus Williams, 1985: AU, undici specie.
- Metadenopsis Matesova, 1966: PA, 2  specie.
- Metadenopus Šulc, 1933: PA, 3  specie.
- Miconicoccus Williams & Miller, 1999: NT, 1 specie.
- Mirococcopsis Borchsenius, 1948: PA, 13 specie.
- Mirococcus Borchsenius, 1947: AF PA, 8 specie.
- Misericoccus Ferris, 1953: NE PA, 7 specie.
- Mollicoccus Williams, 1960: AU, 1 specie.
- Mombasinia De Lotto, 1964: AF, 2  specie.
- Moystonia Williams, 1985: AU OR, 2  specie.
- Mutabilicoccus Williams, 1960: AU, 3  specie.
- Nairobia De Lotto, 1964: AF, 1 specie.
- Natalensia Brain, 1915: AF, 2  specie.
- Neochavesia Williams & Granara de Willink, 1992 (rimpiazza Chavesia Balachowsky, 1957): NT, 6 specie.
- Neoclavicoccus Cohic, 1959: AU, 2  specie.
- Neosimmondsia Laing, 1930: AU, 2  specie.
- Neotrionymus Borchsenius, 1948: OR PA, 7 specie.
- Nesococcus Ehrhorn, 1916: AU, 1 specie.
- Nesticoccus Tang, 1977: OR PA, 2  specie.

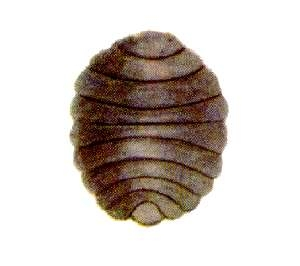
Melanococcus albizziae

- Nipaecoccus Šulc, 1945 (=Elizabetiella Borchsenius, 1947, Calicoccus Balachowsky, 1959): tutte le regioni, 47 specie.
- Octococcus Hall, 1939: AF PA, 4 specie.
- Odacoccus Williams & Watson, 1988: AU, 1 specie.
- Ohiacoccus Beardsley, 1971: AU, 1 specie.
- Orstomicoccus Mamet, 1962: AF, 2  specie.
- Oxyacanthus De Lotto, 1971: AF, 3  specie.
- Palaucoccus Beardsley, 1966: AU, 1 specie.
- Palmicultor Williams, 1963 (rimpiazza Palmicola Williams, 1960): AU NE NT OR PA, 4 specie.
- Papuacoccus Williams & Watson, 1988: AU, 1 specie.
- Paracoccus Ezzat & McConnell, 1956: tutte le regioni, 86 specie.
- Paradiscococcus Williams, 1985: AU, 1 specie.
- Paradoxococcus McKenzie, 1962: NE, 1 specie.
- Paramococcus Foldi & Cox, 1989: NT, 1 specie.
- Paramonostherium Williams, 1985: AU, 1 specie.
- Paramyrmococcus Takahashi, 1941: OR, 2  specie.
- Parapaludicoccus Mamet, 1962: AF, 1 specie.
- Parapedronia Balachowsky, 1953: PA, 1 specie.
- Paraputo Laing, 1929 (=Cataenococcus Ferris, 1955, Lachnodiopsis Borchsenius, 1960): tutte le regioni, 82 specie.
- Pararhodania Ter-Grigorian, 1964: PA, 1 specie.
- Paulianodes Mamet, 1954: AF, 1 specie.
- Pedrococcus Mamet, 1942: AF AU OR, 8 specie.
- Pedronia Green, 1922: AF OR PA, 4 specie.
- Peliococcus Borchsenius, 1948: PA, 2  specie.
- Pellizzaricoccus Kozár, 1991: PA, 1 specie.
- Penthococcus Danzig, 1972: PA, 1 specie.
- Perystrix Gavrilov, 2004: PA, 1 specie.

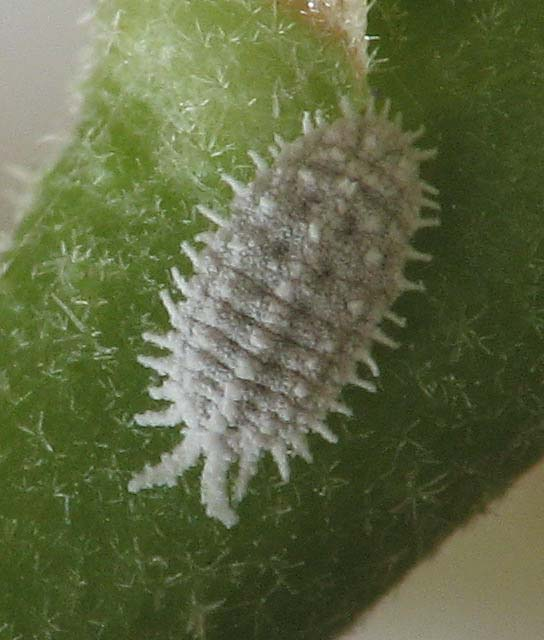
Phenacoccus solani

- Phenacoccus Cockerell, 1893 (=Paroudablis Borchsenius, 1949, Caulococcus Borchsenius, 1960, Densispina Ter-Grigorian, 1964, Birendracoccus Ali, 1975): tutte le regioni, 180 specie.
- Pilococcus Takahashi, 1928: OR, 1 specie.

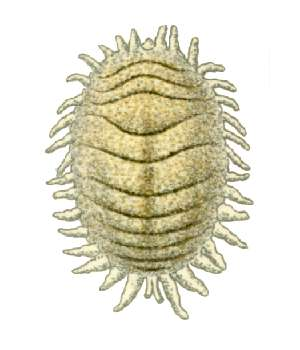
Planococcus citri

- Planococcus Ferris, 1950 (=Allococcus Ezzat & McConnell, 1956): tutte le regioni, 43 specie.
- Pleistocerarius Matile-Ferrero, 1970: AF, 1 specie.
- Plotococcus Miller & Denno, 1977: NE NT, 5 specie.
- Poecilococcus Brookes, 1981: AU, 1 specie.
- Polystomophora Borchsenius, 1948: PA, 2  specie.
- Porococcus Cockerell, 1898: NE NT, 3  specie.
- Promyrmococcus Williams, 2002: OR, 2  specie.
- Prorhizoecus Miller & McKenzie, 1971: NE, 1 specie.
- Prorsococcus Williams, 1985: AU, 1 specie.
- Pseudantonina Green, 1922: NE NT OR PA, 9 specie.

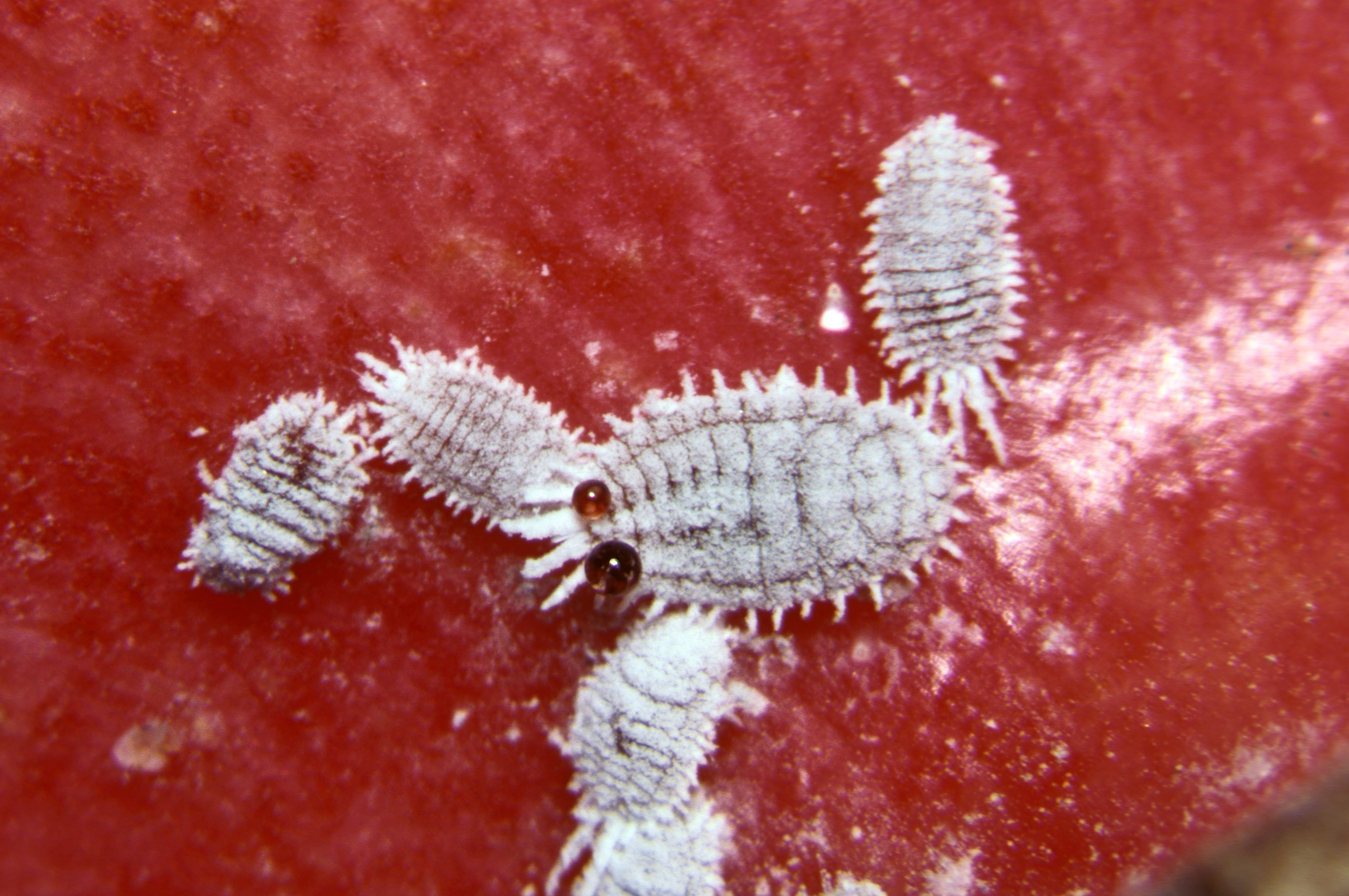
Pseudococcus calceolariae

- Pseudococcus Westwood, 1840 (=3 chocorys Curtis, 1843, Boisduvalia Signoret, 1875, Oudablis Signoret, 1882): tutte le regioni, 154 specie.
- Pseudorhizoecus Green, 1933: NT, 1 specie.
- Pseudorhodania Borchsenius, 1962: PA, 2  specie.
- Pseudoripersia Cockerell, 1899: AU, 2  specie.
- Puto Signoret, 1875 (=Ceroputo Šulc, 1898, Macrocerococcus Leonardi, 1907, Leococcus Kanda, 1959): NE NT OR PA, 59 specie.
- Pygmaeococcus McKenzie, 1960: NE, 1 specie.
- Quadrigallicoccus Williams & Miller, 1999: NT, 1 specie.
- Rastrococcus Ferris, 1954: AF AU OR PA, 30 specie.
- Renicaula Cox, 1987: AU, 4 specie.
- Rhizoecus Kunckel d'Herculais, 1878 (=Radicoccus Hambleton, 1946, Neorhizoecus Hambleton, 1946): tutte le regioni, 79 specie.
- Rhodania Goux, 1935: PA, 5 specie.
- Ripersiella Tinsley, 1899: tutte le regioni, 73 specie.
- Ritsemia Lichtenstein, 1879 (=Physococcus Hadzibejli, 1958): PA, 1 specie.
- Sarococcus Williams & de Boer, 1973: AU, 4 specie.
- Scaptococcus McKenzie, 1964: NE, 2 specie.
- Seabrina Neves, 1943: PA, 1 specie.
- Serrolecanium Shinji, 1935: OR PA, 4 specie.
- Seyneria Goux, 1990: PA, 3 specie.
- Sinococcus Wu & Zheng, 2001: PA?, 1 specie.
- Spartinacoccus Kosztarab, 1996: NE, 1 specie.
- Sphaerococcus Maskell, 1892: AF AU, 7 specie.
- Spilococcus Ferris, 1950: tutte le regioni, 46 specie.
- Spinococcus Borchsenius, 1949 (=Acanthococcus Kiritchenko, 1936: PA, 5 specie.
- Stachycoccus Borchsenius, 1962: PA, 1 specie.
- Stemmatomerinx Ferris, 1950: NE, 5 specie.
- Stipacoccus Tang, 1992: PA, 1 specie.
- Strandanna De Lotto, 1969: AF, 1 specie.
- Strombococcus Williams, 1985: AU, 1 specie.
- Synacanthococcus Morrison, 1920: OR PA, 3 specie.
- Syrmococcus Ferris, 1953: NE, 2  specie. 219 1902
- Tasmanicoccus Williams, 1985: AU, 1 specie.
- Thaimyrmococcus Williams, 2002: OR, 1 specie.
- Tomentocera Beardsley, 1964: AU, 1 specie.
- Trabutina Marchal, 1904 (=Naiacoccus Green, 1919, Trabutinella Borchsenius, 1948): AF OR PA, 6 specie. 224 1911
- Tridiscus Ferris, 1950: AF NE, 8 specie.
- Trimerococcus Balachowsky, 1952: PA, 1 specie.
- Trionymus Berg, 1899 (=Westwoodia Signoret, 1875, Pergandiella Cockerell, 1899): tutte le regioni, 122 specie.
- Tylococcus Newstead, 1897: AF, 8 specie.
- Tympanococcus Williams, 1967: AU OR, 3  specie.
- Ventrispina Williams, 1985: AU, 6 specie.
- Villosicoccus Williams, 1985: AU, 2  specie.
- Volvicoccus Borchsenius, 1949: PA, 2  specie.
- Vryburgia De Lotto, 1967: AF AU NE OR PA, 10 specie.
- Xenococcus Silvestri, 1924: AU OR, 2  specie.
- Yudnapinna Williams, 1985: AU, 1 specie.